# 만모사원

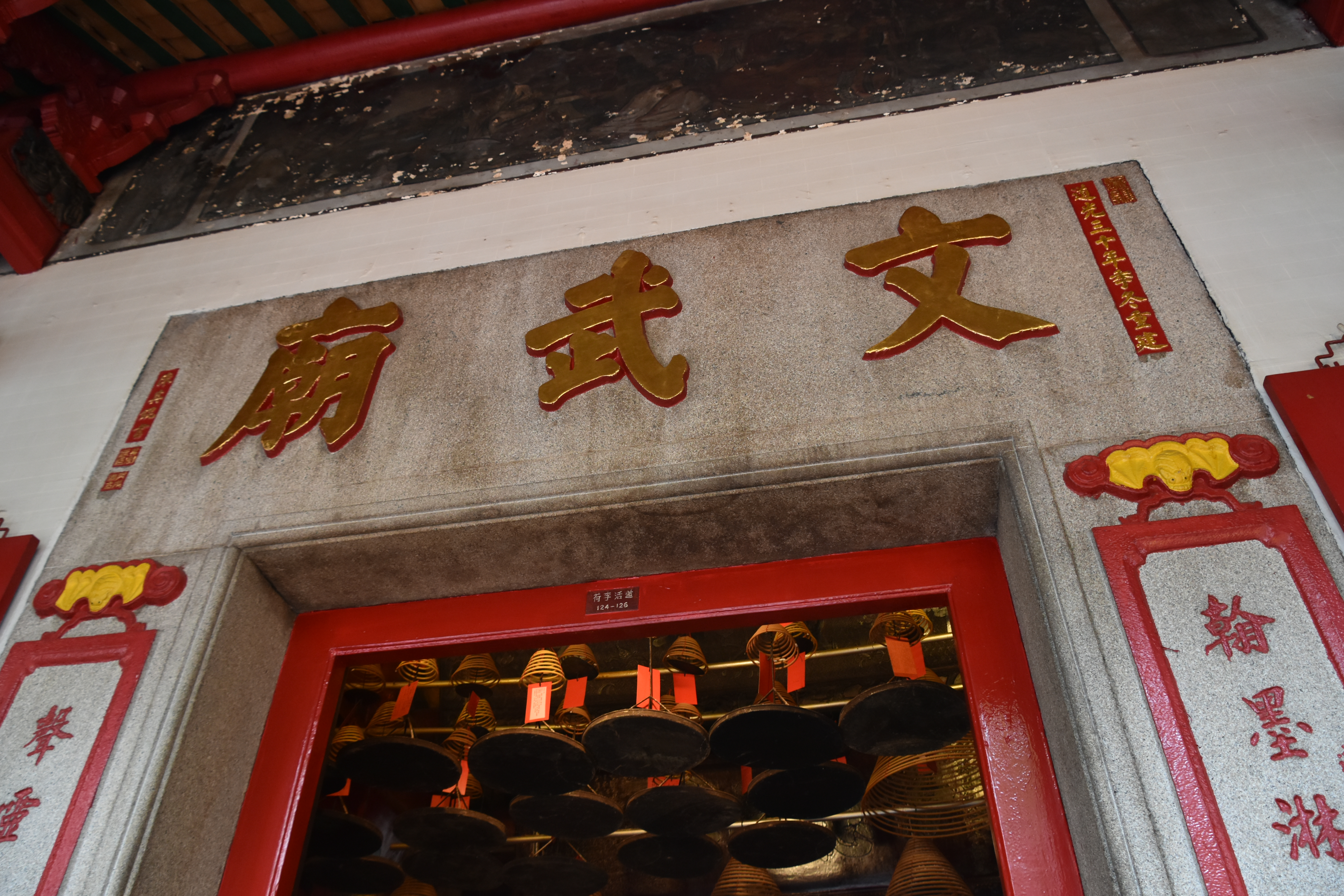

만모사원(Man Mo Temple) 혹은 만모묘(文武廟)는 문창제군과 관우를 숭배하는 사당인데 해당 신들은 명청시대에 과거시험 성공을 비는 대상들이었다. 홍콩에는 만모사원 여러 곳들이 있는데 그 중 셩완에 있는 사원이 가장 알려져 있다.

## 셩완에 소재한 만모사원

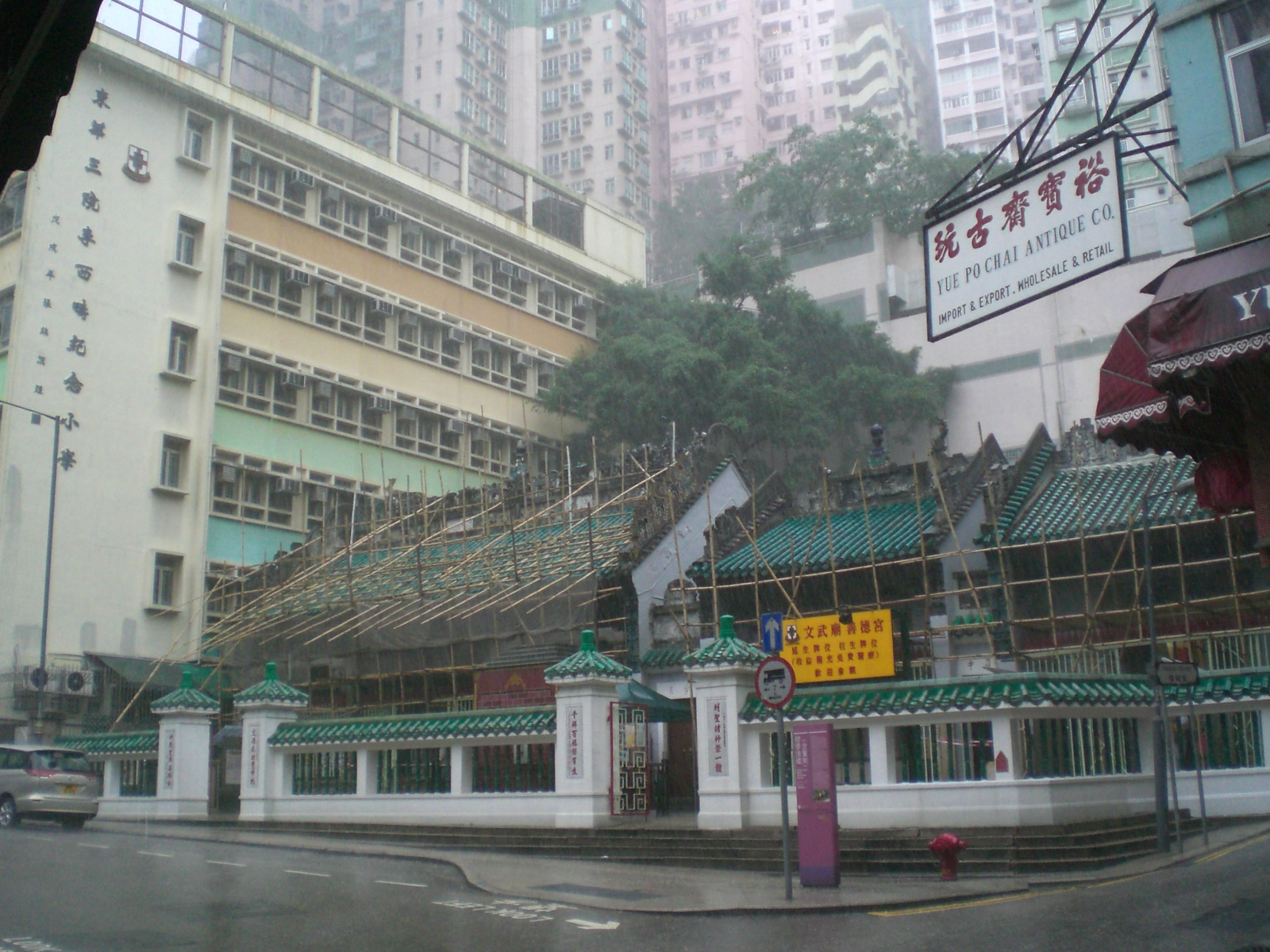
셩완에 있는 만모사원. 좌로부터 만모사원고역, 릿싱쿵구역, 쿵소구역

홍콩 최대 만모사원은 셩완 할리우드 로드 124-126번에 있다. 해당 사원은 1847년 세워졌고 만모사원구역, 릿싱쿵(列聖宮)구역, 쿵소구역을 포함한다.

## 다이보에 소재한 만모사원

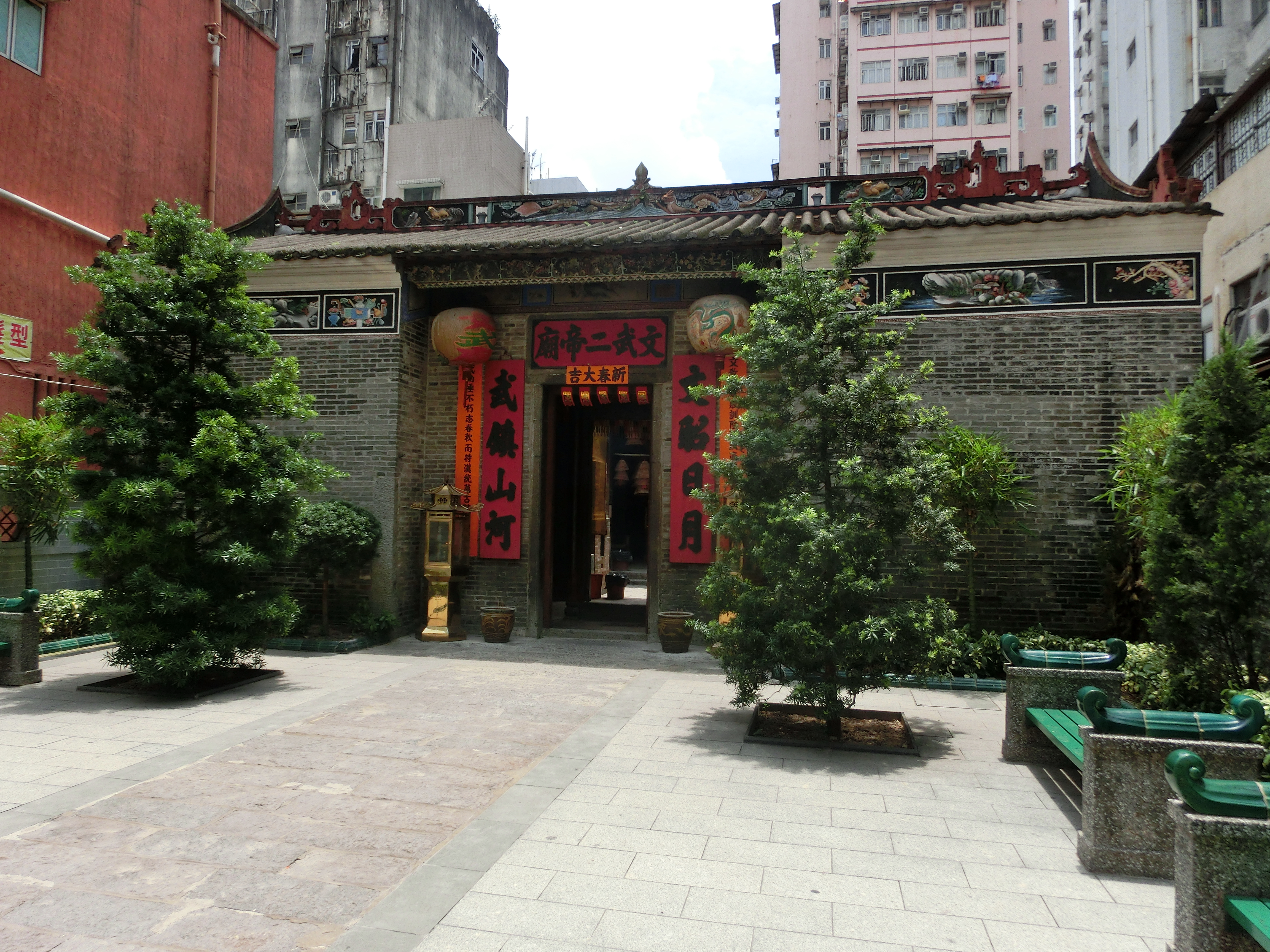
다이보에 있는 만모사원

다이보 푸신 스트리트에 있는 만모사원은 1893년에 세워졌다.

## 란터우섬에 소재한 만모사원

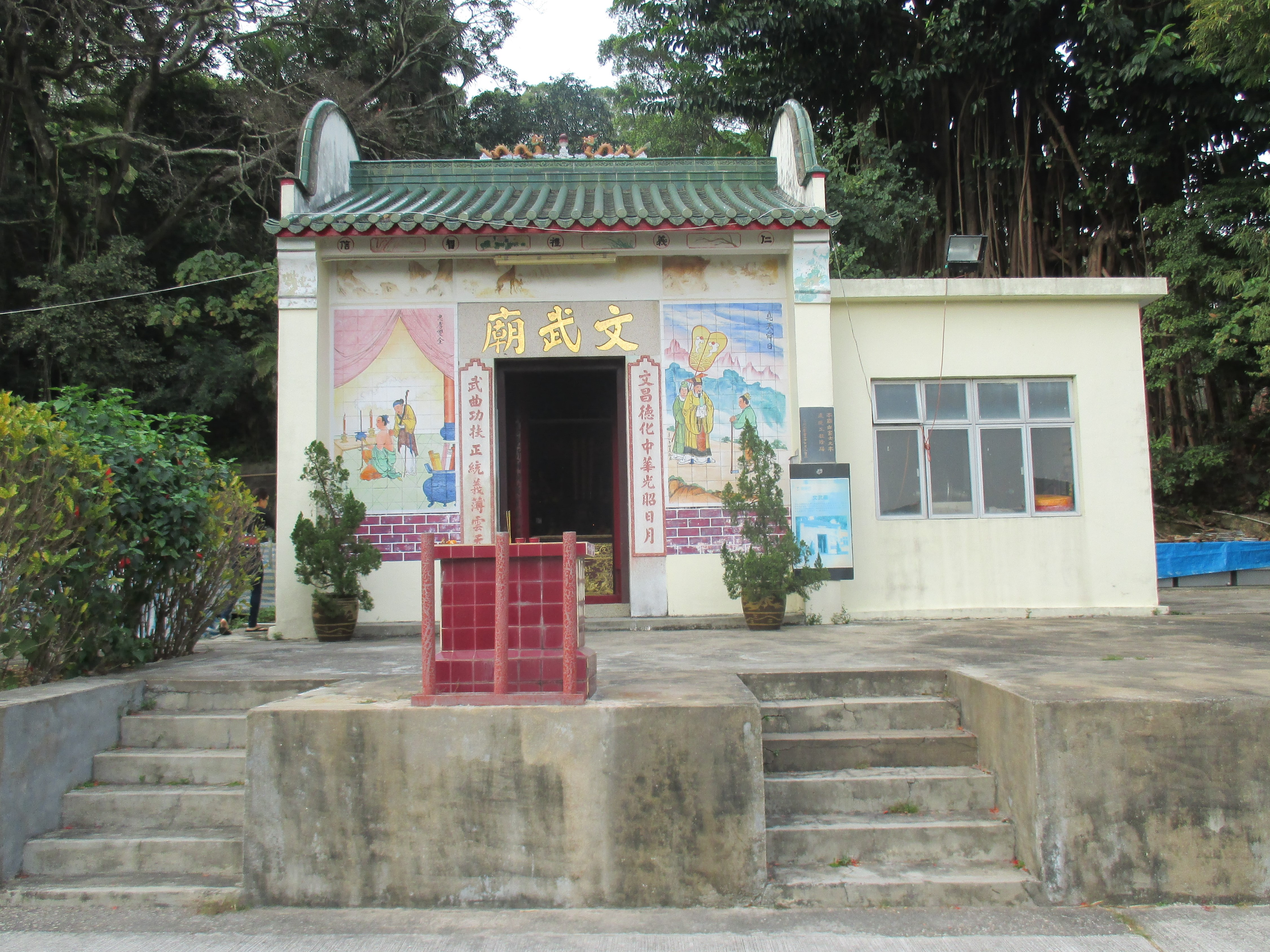
란터우섬에 있는 만모사원

란터우섬에 있는 만모사원은 2001년 재건립됐다.